# Коронні мости
Коронні мости (фін. Kruunusillat, швед. Kronbroarna, Kronobroarna) — назва трьох мостів, що будуються у фінському місті Гельсінкі, створюючи нову трамвайну лінію та велосипедну доріжку до острова Лааясало.

## Передмова
31 серпня 2016 року міська рада Гельсінкі вирішила побудувати трамвай до острова Лааясало 
, 
розташованого на схід від центру міста Гельсінкі. 
Маршрут включатиме три нові мости, найдовший з яких стане найдовшим у Фінляндії — 1,2 км, а його пілони стануть однією з найвищих споруд у Гельсінкі. 
На мостах, окрім трамвайної, будуть велосипедні та пішохідні смуги, але не буде смуг для приватних автомобілів. 
Загальна протяжність нової подвійної колії, включно з трамвайними коліями на самому Лааясало, становить близько 10 км. 

Станом на 2016 рік на острові будується кілька нових житлових районів. 
Очікується, що на території колишнього нафтового терміналу в Круунувуоренранта, коли будівництво буде завершено до 2025 року, буде розміщено 12 500 нових жителів, а ущільнення інших районів на Лааясало додасть ще 10 тис. мешканців 

12 листопада 2008 року міська рада Гельсінкі вибрала трамвайне сполучення через серію мостів як основу для розвитку. 

Альтернативну пропозицію — розширення метро Гельсінкі в тунелі або через міст, було відкинуто. 

Завершений проект трамваю та його фінансування були остаточно затверджені радою лише в серпні 2016 року, майже через вісім років. 

Острів буде з'єднаний із центром міста Гельсінкі трамвайним сполученням, побудованим на мостах від Мерихакі через Сомпасаарі та Коркеасаарі через затоку Круунувуоренселькя до Круунувуоренранта. 
Замість трьох ліній у попередніх версіях проекту, 

затверджений план містить лише дві лінії:
- вокзал Гельсінкі-Центральний – Гаканіемі – Круунувуоренранта – Юліскюля[en] (45-метрові двонаправлені трамваї)
- Колмікулма[en] – вокзал Гельсінкі-Центральний – Гаканіємі – Круунувуоренранта – Гааконінлахті (існуючий рухомий склад, 30-метрові односпрямовані трамваї)

Однак у 2021 році затверджений проект було розділено на два етапи: трамвайне сполучення спочатку не досягатиме вокзалу Гельсінкі-Центральний, а натомість ринкову площу Гаканіємі. 

Тимчасова кінцева зупинка є пересадним вузлом для багатьох ліній громадського транспорту: трамваїв, автобусів та станцію метро Гаканіємі. 
Заявленою метою є запуск трамвая між Юліскюля та Гаканіемі у 2027 році. 

Будівництво другої фази проекту розпочнеться у 2026 році 

і, за оцінками, буде завершено у 2028 році. 

За кошторисом від травня 2016 року міст і трамвайні конструкції коштують 259 мільйонів євро, хоча у 2021 році максимальна ціна була збільшена до 326 мільйонів євро. 

Крім того, необхідні інвестиції в депо та рухомий склад прогнозуються на рівні 20–25 та 75–80 мільйонів євро відповідно. 
 
Загальна довжина нової подвійної колії становитиме близько 10 км. 

У 2021 році міський транспорт Гельсінкі (HKL) замовив 23 трамваї ForCity Smart Artic X54 для роботи на Коронних мостах. 
Та сама модель, також відома як Artic XL, працює на лінії легкорейкового транспорту трамвай Йокері.

## Будівництво
Будівництво мостів почалося в жовтні 2021 року. 

Перші колії були прокладені на острові Лааясало 31 травня 2022 року. 

### Технічні дані
| Коронні мости (фін. Kruunusillat)         | Коронні мости (фін. Kruunusillat) | Коронні мости (фін. Kruunusillat) | Коронні мости (фін. Kruunusillat) | Коронні мости (фін. Kruunusillat) |
| Назва                                     | Сполучає                          | Довжина                           | Кліренс                           | Час будівництва                   |
| ----------------------------------------- | --------------------------------- | --------------------------------- | --------------------------------- | --------------------------------- |
| Міст Мерихака (фін. Merihaansilta)        | Мерихака — Ніхті                  | 422 м                             | 3,1 м                             | 2022-2026                         |
| Міст Фінке (фін. Finkensilta)             | Ніхті – Коркеасаарі               | 293 м                             | 7 м                               | 2021-2025                         |
| Міст Круунувуорі (фін. Kruunuvuorensilta) | Коркеасаарі — Круунувуоренранта   | 1,228 м                           | 20 м                              | 2021-2025                         |